# Lista de personagens de Modern Family
Modern Family gira em torno de três famílias que estão interligadas através de Jay Pritchett, seu filho Mitchell Pritchett e sua filha Claire Dunphy. As famílias se encontram para funções da família, em torno do bairro, e ligação de família cruzada.

## Elenco
| Ator                   | Personagem            | Temporada  | Temporada  | Temporada | Temporada  | Temporada  | Temporada  | Temporada | Temporada | Temporada | Temporada |
| Ator                   | Personagem            | 1          | 2          | 3         | 4          | 5          | 6          | 7         | 8         | 9         | 10        |
| ---------------------- | --------------------- | ---------- | ---------- | --------- | ---------- | ---------- | ---------- | --------- | --------- | --------- | --------- |
| Ed O'Neill             | Jay Pritchett         | Regular    | Regular    | Regular   | Regular    | Regular    | Regular    | Regular   | Regular   | Regular   | Regular   |
| Julie Bowen            | Claire Dunphy         | Regular    | Regular    | Regular   | Regular    | Regular    | Regular    | Regular   | Regular   | Regular   | Regular   |
| Ty Burrell             | Phil Dunphy           | Regular    | Regular    | Regular   | Regular    | Regular    | Regular    | Regular   | Regular   | Regular   | Regular   |
| Jesse Tyler Ferguson   | Mitchell Pritchett    | Regular    | Regular    | Regular   | Regular    | Regular    | Regular    | Regular   | Regular   | Regular   | Regular   |
| Eric Stonestreet       | Cameron Tucker        | Regular    | Regular    | Regular   | Regular    | Regular    | Regular    | Regular   | Regular   | Regular   | Regular   |
| Sofía Vergara          | Gloria Pritchett      | Regular    | Regular    | Regular   | Regular    | Regular    | Regular    | Regular   | Regular   | Regular   | Regular   |
| Sarah Hyland           | Haley Dunphy          | Regular    | Regular    | Regular   | Regular    | Regular    | Regular    | Regular   | Regular   | Regular   | Regular   |
| Ariel Winter           | Alex Dunphy           | Regular    | Regular    | Regular   | Regular    | Regular    | Regular    | Regular   | Regular   | Regular   | Regular   |
| Nolan Gould            | Luke Dunphy           | Regular    | Regular    | Regular   | Regular    | Regular    | Regular    | Regular   | Regular   | Regular   | Regular   |
| Rico Rodriguez         | Manny Delgado         | Regular    | Regular    | Regular   | Regular    | Regular    | Regular    | Regular   | Regular   | Regular   | Regular   |
| Aubrey Anderson-Emmons | Lily Tucker-Pritchett | Recorrente | Recorrente | Regular   | Regular    | Regular    | Regular    | Regular   | Regular   | Regular   | Regular   |
| Jeremy Maguire         | Joe Pritchett         |            |            |           | Recorrente | Recorrente | Recorrente | Regular   | Regular   | Regular   | Regular   |

## A família Dunphy

### Claire Dunphy
Claire Melinda Dunphy é a filha de Jay, a irmã mais velha de Mitchell, e a mãe superprotetora da família Dunphy e seus três filhos. Ela está frequentemente exausta do esforço criado por sua família, mas continua a ser uma mãe amorosa. Quando se trata de seus filhos que ela tem dificuldade em controlar como os hormônios de Haley, a manipuladora natureza de Alex, e a falta de senso comum de Luke. Ela é vista como uma mãe vivida por Cameron e Mitchell, assim ela é chamada pelos seus conselhos sobre paternidade. Ela gosta de correr e ler. Claire também é o membro da família mais ativa na organização dos encontros familiares. Quando um antigo colega de trabalho (Minnie Driver) a visita, é revelado que Claire era uma empresária bem sucedida, mas deixou seu emprego e se casou com Phil poucos meses depois que ela engravidou de Haley. Ela mostra ressentimento com o abandono da sua carreira profissional devido a ver o sucesso de um de seus ex-colegas, mas depois percebe que sua família é mais importante. Claire possui ascendência irlandesa, italiana e escocesa.

#### Recepção Crítica
O desempenho de Julie Bowen foi elogiado por Ken Tucker do Entertainment Weekly, que disse "Claire de Bowen poderia ter sido uma loira que cifra em branco. Longe disso: A vasta gama de olhares em silêncio para a câmara, a sua lenta zanga ao mau comportamento de seu clã, e sua capacidade de enlouquecer". Julie Bowen também foi nomeada para o Satellite Award de Melhor Atriz - Série de Televisão Musical ou Comédia, porém perdeu seu título para uma outra personagem de Glee, a Lea Michele. A BuddyTV também chamou Julie Bowen de segunda melhor atriz secundária em Comédia após Jane Lynch de Glee.

### Phil Dunphy
Philip Phil Humphrey Dunphy, é o marido de Claire, há 16 anos que se vê como o "pai fixe". Ele adora sua esposa Claire e constantemente tenta encontrar maneiras de se relacionar com seus três filhos. Ele é visto como muito competitivo, sendo um exemplo de sua natureza sempre ganhar seu filho no basquetebol. Ele tem uma atitude muito juvenil, e é referido por Claire como "criança com quem [ela] casou." Ele usa um método de criação que ele chama de "peerenting", que é uma combinação de falar como um par, mas agindo como um pai. Ele é um agente imobiliário que está muito confiante em seu trabalho, uma vez dizendo: "Eu poderia vender um casaco de pele de um esquimó". Phil tem um caso grave de coulrofobia, que é revelada pela primeira vez quando, apesar de sua oposição, Cameron vem a festa de Luke vestido como um palhaço. Ele às vezes mostra uma espécie de afeição, a Gloria, no entanto, ele diz: "[Ele] jamais desviar-se-á de Claire". Na faculdade, ele era um líder de torcida e seu aniversário é 3 de Abril. Phil possui ascendência australiana.

#### Recepção Crítica
Ty Burrell recebeu muitas críticas positivas para o desempenho. Hank Stuever do Washington Post escreveu: "Um desempenho excelente do novo twist de Ty Burrell sobre o estereótipo de pai-bobo". Paige Wiser, um repórter do Chicago Sun Times, escreveu: "Ty Burrell é um génio como o pai que permanece quadril, mantendo-se com os números de High School Musical". Robert Canning da IGN em uma revisão da temporada, incluiu o desempenho de Ty Burrell por Phil Dunphy e nomeou um dos dois personagens que se destacaram com ele dizendo: "O ator Ty Burrell se apropriou desta parte, e sua bem-intencionada gafe durante toda a temporada foi estelar". Burrell recebeu um Television Critics Association Award para Individual Achievement em Comédia. Ty Burrell foi nomeado o Melhor Actor Secundário com o crítico da Comedic BuddyTV, John Kubicek dizendo: "Este maridoforneceu alguns dos momentos mais engraçados do show na televisão, e depois de várias sitcoms que falhou, Ty Burrell tem uma brilhante habilidade cómica que foi finalmente posta à grande utilidade".

### Haley Dunphy
Haley Gwendolyn Marshal (Née:Dunphy) é a filha mais velha de Claire e Phil, e é uma típica adolescente. Haley é extremamente independente, mas às vezes um pouco ingénua, especialmente quando se trata de discutir com seus pais. Haley está envergonhada por seu pai, principalmente quando ele tenta ser amigo de seu namorado Dylan. Ela se preocupa com sua popularidade na escola que contribui para o embaraço de seus pais. Ela está apenas começando a unidade e está sempre falando em seu telefone celular com os amigos. Haley possui ascendência escocesa,  
irlandesa, italiana e australiana.

### Alex Dunphy
Alexsandra Alex Anastacia Dunphy é a filha mais nova de Claire e Phil, e também a mais esperta e inteligente dos três irmãos. Ela é a filha do meio, que faz com que desfrute de brincar com os dois mais velhos, sua irmã e o irmão mais novo também. Muitas vezes, aproveitando a sua ingenuidade e intelecto inferior enganando-os em acreditar em coisas irreais, ela ao mesmo tempo tinha convencido Haley e Luke que eles poderiam carregar electrónica, esfregando a bateria em sua cabeça (Haley) e colocá-la em sua boca (Luke). Tanto quanto ela gosta de torturar seu irmão e irmã, ela sempre mostra que os ama. Ela toca violoncelo e joga lacrosse que são apenas duas das muitas coisas que fazem dela uma faz-tudo. Ela escolheu tocar violoncelo, porque ela teria uma melhor chance de estar em uma orquestra universitária. Alex possui ascendência escocesa, italiana, irlandesa e australiana.

### Luke Dunphy
Lucas Luke Phillip Dunphy é o indisciplinado filho de Claire e Phil, que muitas vezes faz suas próprias coisas. Às vezes, ele pode ser um criador de problemas, uma vez que atirou a irmã com uma arma de brinquedo e entrou em uma luta com Manny na escola. Luke é muito inocente e nem sempre compreende as repercussões de suas acções, como a maioria das crianças, uma vez que ele anunciou em uma reunião de família que sua mãe pensou que a nova mulher do pai dela era uma "escavadora de carvão". Ele também parece ser um pouco vazio por causa de muitas acções questionáveis, como ficar com a cabeça presa no corrimão e pulando no trampolim vestindo apenas cuecas e uma caixa na cabeça. Os pais concordam que "caiu a bola" com o propósito de cuidar Luke; Phil uma vez diz a Claire que ele considera Luke seu filho idiota. Luke possui ascendênciaescocesa, irlandesa, italiana e australiana.

## A família Delgado-Pritchett

### Jay Pritchett
Jason Jay Francis Pritchett é o patriarca da família e pai de Claire e Mitchell, que está no lado sul da meia-idade. Ele é casado com Gloria e padrasto de Manny, ele é muito mais velho que Gloria e tem sido confundido com seu pai muitas vezes. Às vezes há um choque cultural entre ele, sua mulher e enteado por causa de seu forte património colombiano. Na maioria das vezes, Jay consegue tolerar a sensibilidade de Manny e a atitude de Gloria. Embora ele geralmente age duro, ele valoriza todos os seus membros da família. Na ocasião, Jay goza hobbies tradicionalmente masculinos, como assistir futebol (Jay costumava ser um quarterback na faculdade) e construção de modelos aéreos. Ele também pratica Jiu-Jitsu no âmbito da família Gracie. Ele não é muito confortável com seu filho ser gay, então quando chega a casa de Mitchell e Cameron, ele sempre se anuncia em voz alta batendo na porta, temendo que ele possa encontrá-los se beijando. Ele parece estar a evoluir a respeito da homossexualidade, quando Mitchell suspeita de que um amigo dele é gay e força-o a abrir-se. Ele também é dono de um boneco de um cão de tamanho humano vestido como um mordomo (terno monóculo e bandeja), que ganhou em um casino. Ele está extremamente ligado a ele (ele exige explicitamente que as pessoas se refiram a ele como um "ele" e não "isto"). Barkley (que é o seu nome) enlouquece Gloria que é apelidado de "El Diablo".Jay possui ascendência irlandesa, italiana e escocesa.

#### Recepção
Ed O'Neill foi nomeado o 11º Melhor Actor Secundário por uma Comédia pela BuddyTV com John Kubicek dizendo: "O velho estadista de Modern Family, e a tentativa de O'Neill para lidar com a família e sua tolice adicionou uma qualidade de todo homem grande este conjunto fantástico."

### Gloria Pritchett
Gloria María Ramírez Delgado-Pritchett é a esposa de Jay e mãe de Manny. Ela é nativa da Colômbia a partir de uma pequena vila, que também acontece a ser a capital de assassinatos do país. Ela é muito mais jovem do que Jay e isso não a incomoda, sendo uma esposa amorosa e mãe. Ela também é conhecida por dizer o que está em sua mente. Um de seus traços mais distintivos é a sua grande espessura do sotaque colombiano. Ela muitas vezes suporta Manny quando Jay tenta dizer-lhe para ser menos sensível ou esconder o seu passado cultural. Ela é uma condutora horrível, embora a maioria não percebe isso. Ela também é considerada atraente por quase todos que ela conhece, e virou a cabeça de Phil Dunphy em mais de uma ocasião.

#### Recepção
A BuddyTV chamou Gloria a terceira melhor mãe na TV. A BuddyTV também a nomeou de Melhores 7 Femininas de Apoio em Comédia com John Kubicek dizendo "Selvagem, louca colombiana acrescentado apenas para a direita o toque para este show que é a grande família hilariante".

### Manny Delgado
Manuel Alberto Javier Alejandro Ramirez "Manny" Delgado, filho de Gloria de seu primeiro casamento, é muito extrovertido e nem um pouco auto-consciente. Ele é muito maduro e intuitivo para a sua idade e muitas vezes é mostrado fazendo, coisas de adultos, tais como ter conversas com Claire sobre seu casamento e filhos, e beber café. Ele herdou da mãe a sua paixão pela vida, apesar de Gloria também ter dito: "Manny é apaixonado, assim como seu pai." Isso faz com que Manny seja muito romântico. Seu apoio é canalizado principalmente através de sua mãe Gloria e quase inexistente em seu padrasto Jay. Manny não tem medo de arriscar, levando-o para perguntar-se sobre meninas mais velhas, e desenvolver uma paixão por Haley. Ele idolatra seu ausente pai, muitas vezes falando sobre ele em uma luz positiva, mesmo depois de ser repetidamente em flocos. Ele joga um futebol de equipa e cercas.

### Joe Pritchett
Fulgencio Joseph "Joe" Pritchett Delgado é o filho de Jay e Gloria. Gloria anunciou que estava grávida dele no último episódio da 3ª temporada, tendo nascido no episódio "Party Crasher". O seu batismo deu-se no episódio "Fulgencio". Na 5ª temporada, no episódio "Spring-a-Ding-Fling", ele começou a andar. Joe possui ascendência escocesa, irlandesa, italiana e colombiana.

### Stella
Stella (Brigitte) é o buldogue francês da família Pritchett, introduzido em 2ª temporada. Ela era uma cadela de um senhor chamado Guillermo (Lin-Manuel Miranda), um inventor, mas quando Jay o convenceu a abandonar essa ideia e voltar à escola, Guillermo deu Stella aos Pritchett. Ela é muito problemática, e muitas vezes destrói coisas, principalmente os pertences de Gloria. No entanto, Jay tem uma grande afeição por ela (deixando-a dormir em sua cama e alimentá-la da mesa de jantar), o que enfurece Gloria porque Jay parece prestar mais amor e atenção ao cão do que sua própria esposa.

## A família Pritchett e Tucker

### Mitchell Vincent Pritchett
Mitchell Vincent Pritchett é o filho de Jay, um dos pais de Lily, e parceiro de cinco anos de Cameron. Ele é uma discreta e meiga pessoa. Na maioria das vezes ele é exactamente o oposto de Cameron, que geralmente provoca divergências. Cameron actua como um contrapeso para o tenso Mitchell, de forma preocupante. Ele não se envergonha de sua homossexualidade e, geralmente, responde a homofobia (seja real ou percebida), dando "discursos". Seu parceiro e mais "masculino que ele", deixando-o muitas vezes constrangido por conta disso. Mitchell e sua irmã mais velha, Claire são um pouco competitivos e seu pai Jay não está completamente confortável com o fato de ele ser gay, o que provavelmente contribuiu para ele se tornar o "filhinho da mamãe". Ele teve inicialmente medo de deixar sua família encontrar Lily, embora ela foi recebida de braços abertos. Ele é um pai superprotetor e cauteloso. Ele é um advogado de pós-graduação de ambas as Cornell University e Columbia University Law School. Ele também gosta de teatro musical e ama patinagem no gelo como um miúdo.
Mitchell possui ascendência escocesa, italiana e irlandesa.

#### Recepção
A TV.com tem chamado Cameron e Mitchell um dos 5 melhores pais da TV dizendo: "Cam e Mitchell adotaram a bebê Lily do Vietnã no episódio piloto de Modern Family, e que têm sido inadvertidamente "Americanizando" ela. Ele também foi nomeado Melhor Sexto Apoiante Masculino para uma comédia com John Kubicek do BuddyTV dizendo: "O Mitchell adicionou uma verdadeira humanidade muito para este show, assim como algumas gargalhadas, como no final quando um pássaro estava solto em sua casa.".

### Cameron Scott Tucker
Cameron Scott Tucker, também conhecido como Cam, é o parceiro de cinco anos de Mitchell, e um dos pais de Lily, que tem uma grande personalidade muito dramática. Sua personalidade borbulhante contrasta com a tensa forma de Mitchell, que faz com que seja exactamente o oposto.  Cameron cresceu em uma fazenda no Missouri. Ele estava de partida para a equipa de futebol da Universidade de Illinois (que ele e Jay têm um vínculo, para a inveja de Mitchell) e é um grande fã de desportos. Cameron também promove muitos hobbies incomuns, tais como a recolha de canetas antigas. Actualmente, ele atua como um pai em casa para Lily, que é mencionado que ele havia ensinado música antes. Cameron também é um baterista experiente e como resultado foi trazido na última hora para tocar na banda de Dylan quando precisava de um substituto percussionista. Também é mencionado que Cameron foi consideravelmente mais fino e na melhor forma quando ele começou a namorar Mitchell. Para os primeiros episódios, a sua relação com Mitchell foi um pouco tensa (sendo que eles discordaram sobre praticamente tudo e mostraram as técnicas de paternidade muito diferentes). Mas, em mais recentes episódios a relação é muito mais feliz. Cameron possui ascendência inglesa.

#### Recepção
Cameron e Eric Stonestreet ter recebido críticas positivas para o personagem. Em uma revisão da temporada, Robert Canning da IGN chamado Cameron Tucker o melhor personagem da temporada dizendo que "muitos talentos de Cameron e paixões revelou ao longo deste primeiro ano tornou-se cada vez edifício-running gag. Mas será difícil para o topo a alegria de corte que era "Fizbo". Fizbo e chamando o episódio do palhaço o destaque da temporada. Junto com Ty Burrell, Stonestreet recebeu Television Critics Association Award para Individual Achievement em Comédia. Também Cameron juntamente com Mitchell ter sido nomeado um dos cinco melhores pais da TV. John Kubicek da BuddyTV nomeou 3 Melhor Ator Secundário por uma Comédia após Nick Offerman de Parques e Recreação e da família do próprio Modern Ty Burrell com João dizendo: "O Mitchell tenso adicionou uma humanidade muito real para este show, assim como algumas gargalhadas, como no final quando um pássaro estava solto em sua casa.

### Lily Tucker-Pritchett
Lily Tucker-Pritchett é a filha recém-nascida e vietnamita de Cameron e Mitchell. Quando ela foi apresentada à família, eles aceitaram de braços abertos, apesar de Mitchell originalmente querer esperar para dizer-lhes sobre ela. Ela, por vezes faz as atividades com os pais dela, mas continua com Cam em casa, enquanto Mitchell trabalha. Cameron frequentemente veste-a como gente famosa, como Diana Ross, Madonna e Stevie Wonder com a finalidade de tirar fotografias. Cameron e Mitchell estão praticando o método de Ferber em Lily, mas Cameron não pode sempre resistir catering para ela durante a noite, às vezes até mesmo assistir a filmes como Scarface, que afirma que ela gosta, possivelmente por causa das cores brilhantes, em especial a cena do clube de tiro.

### Larry
Larry é o gato da Lily, Cameron, e Mitchell. Eles adotaram-no depois Cameron e Mitchell não conseguirem adotar o segundo filho, causando uma frustação na pequena Lily que pede então um gatinho para chamar de Larry, que seria o nome que ela escolheu para seu irmão.

## Outros personagens

### Dylan
Dylan Stardust Marshall, também conhecido como "D-Money", é o namorado de Haley, um 12 na escola secundária, que toca guitarra em uma banda. Ele não tem planos para a faculdade e quer continuar a ser um guitarrista de uma banda de rock. Ele é frequentemente colocado em situações embaraçosas por Phil, que deseja que os dois sejam amigos. Ele tem diversos interesses que são muitas vezes surpreendentes, como o seu amor por filmes western. Ele ama a confiança de Haley por ser parte dessa família e amor não mente pendurado em volta da família durante encontros. Ele escreveu uma canção, "(Do Me) In The Moonlight", para Haley e executou-o para sua família. A canção era sobre sexo e a maioria da família foi surpreendida pelas letras sugestivas, mas ela ficou preso em todas as suas cabeças no dia seguinte. Ele também é um jogador de hóquei e encontra inspiração para sua música de Bob Dylan, Sum 41, Blink 182 e New Kids on the Block.

### Dede Pritchett
DeDe Pritchett era a mãe de Mitchell e Claire e ex-esposa de Jay. Está implícito que ela inicialmente aceitou de sua orientação sexual do que Jay foi quando ele saiu. Ela era ainda mais amarga sobre o novo casamento de Jay e Gloria e era vista como sendo frequentemente crítica de Claire. Ela também era retratada como agressiva-passiva sobre o peso de Cameron. Ela morava em Quebec, Canadá, com seu novo marido. No episódio "Good Grief" da 10ª Temporada a família recebe a triste noticia da sua morte. DeDe possui ascendência irlandesa.

### Dra. Miura
Dr. Miura é a sarcástica asiática-americana pediatra de Lily.

### Frank Dunphy
Frank Dunphy é o pai de Phil é o avó de Haley, Alex e Luke. Frank era filho de uma australiana.

### Javier Delgado
Javier Delgado é o pai biológico de Manny e ex-marido de Gloria.

## Participações Especiais
- Andrew (Jeremy Scott Johnson)
- Mr. Balaban (Andrew Borba)
- Bianca (Kaitlyn Dever)
- Denise (Mo Collins)
- Desiree (Brandy Ledford), a gostosa divorciada vizinha dos Dunphy, com quem Phil ajuda a destravar a casa dela, ela não é apreciada por Claire por causa de ciúme.
- Izzy LaFontaine (Edward Norton), o baixista do Spandau Ballet, que Claire acredita ser a banda favorita de Phil.
- Jungle Tania (Margo Harshman), um entertainer de festas de aniversário que traz diversos animais como iguanas e escorpiões. Ela perdeu acidentalmente um escorpião em "Luke's Birthday" que causou estragos.
- Sal (Elizabeth Banks), uma amiga próxima de Cameron e Mitchell antes de adoptarem Lily. Desde que Cameron e Mitchell adoptaram a bebé que eles se separaram, mas depois reacenderam a amizade quando ela levou-os para uma noite na cidade, onde eles descobrem que ela está com ciúmes do bebé e perde toda a atenção. Ela é uma garota festeira que é conhecida por embriagar-se.
- Scott (Brian T. Finney), um ex-Pai Natal do shopping, que foi despedido quando Cameron e Mitchell e queixaram-se. Ele foi convidado para sua casa no Natal por culpa, e para sua surpresa, ele sabia que eles o despediram o tempo todo.
- Shorty (Chazz Palminteri), um amigo de longa data de Jay que pode (ou não) ser gay. Ele é apenas o único amigo de Jay, que não se atirou em Gloria, e tem uma grande quantidade de conhecimento sobre os tipos de roupas, e é um grande fã da música de Michael Bublé.
- Whitney (Kristen Schaal), uma mulher que Manny encontrou na Internet que é muito mais velha que ele, Manny e Whitney foram ambos desconhecidos da diferença de idade antes de se conhecerem. Whitney se sentia insegura e muito menos atraente depois que ela foi dada por uma reforma Gloria.
- Denise (Judy Greer), antiga paixão de Phil do ensino médio. Ela tenta seduzi-Phil em um episódio.
- Valerie (Minnie Driver), uma ex-colega de trabalho de Claire. Em um almoço juntos, Claire passa a acreditar que Valerie é ciumenta de amar sua própria vida familiar estável.